# Миљковац (Добој)
Миљковац је насељено мјесто у граду Добој, Република Српска, БиХ. Према попису становништва из 2013. у насељу је живјело 838 становника.

## Становништво
| Демографија | Демографија | Демографија |
| Година      | Становника  | Становника  |
| ----------- | ----------- | ----------- |
| 1961.       | 838         |             |
| 1971.       | 1.052       |             |
| 1981.       | 1.358       |             |
| 1991.       | 1.430       |             |
| 2013.       | 838         |             |